# Кикнадзе, Зураб Георгиевич
Зураб Георгиевич Кикнадзе (груз. ზურაბ კიკნაძე; 3 октября 1933, Тифлис, Грузинская ССР, СССР — 23 ноября 2022, Тбилиси) — грузинский филолог, переводчик, религиовед, этнолог, библеист. Доктор филологических наук.
Перевёл Библию на современный грузинский язык.

## Биография
Родился 3 октября 1933 года в Тбилиси.
В 1956 году окончил факультет востоковедения Тбилисского государственного университета по специальности семитология и много лет работал в этом же университете.
За осуществлённый в 1975 году перевод гомеровской «Одиссеи», в 1978 году был удостоен премии Иване Мачабели (совместно с Т. В. Чхенкели). В 1986 году он стал лауреатом премии Тбилисского государственного университета, а в 2005 году был удостоен Государственной премии.
С 2006 года профессор Государственного университета Ильи.
Скончался 23 ноября 2022 года в Тбилиси.

## Научная деятельность
Областью исследований учёного были литература, мифология и религия Месопотамии, а также грузинская письменность, фольклор и мифология. Он также исследовал христианство и христианскую культуру, перевод и толкование Библии. Он является автором нескольких книг и многочисленных научных работ.
Его первый перевод «Гильгамеша» был опубликован в 1963 году, а в 1975 году он перевёл «Одиссею» Гомера вместе с Тамазом Чхенкели.